# Stef van den Heuvel
Stef van den Heuvel (2 april 1992) is een Belgische profvoetballer spelend bij KSV Temse.

## Clubs
- 2010-2014: Berchem Sport
- 2014-2015: KV Woluwe Zaventem
- 2015-2016: KSV Bornem
- 2016-2017: Cappellen FC
- 2017-2018: Berchem Sport
- 2018-...: KSV Temse